# Interstate 840 (Tennessee)
Pour les articles homonymes, voir Interstate 840.
L'Interstate 840 (I-840) est une autoroute de contournement de Nashville, dans le Tennessee. Avec ses 77,28 miles (124,37 km), il s'agit de la dixième plus longue autoroute auxiliaire des États-Unis. Elle dessert les villes de Lebanon, Murfreesboro, Franklin et Dickson, toutes banlieues de Nashville.
D'abord proposée par l'ancien gouverneur Lamar Alexander comme faisant partie du système des Bicentennial Parkways, l'I-840 a été construite entre 1991 et 2012. L'autoroute a d'abord été planifiée comme autoroute à part entière mais a été construite entièrement avec des fonds de l'État. C'est pourquoi elle a d'abord été désignée comme SR 840. En 2015, il a été approuvé d'intégrer la route dans le réseau des interstates.

## Description du tracé
L'I-840 débute à un échangeur avec l'I-40 dans le comté de Dickson, au sud-est de Dickson et de Burns. Elle se dirige d'abord vers le sud-est à travers une région rurale et passe par des terres agricoles et forestières. Elle entre ensuite dans le comté de Hickman. Elle y reste pour moins de deux miles (3,2 km) avant d'entrer dans le comté de Williamson et d'y croiser la SR 100. L'I-840 continue son parcours à travers une région rurale et commence à bifurquer vers l'est. Après plusieurs miles, l'I-840 arrive près de Franklin, où elle rencontre la US 31 et la US 431. Un peu plus loin, elle a un échangeur avec l'I-65.

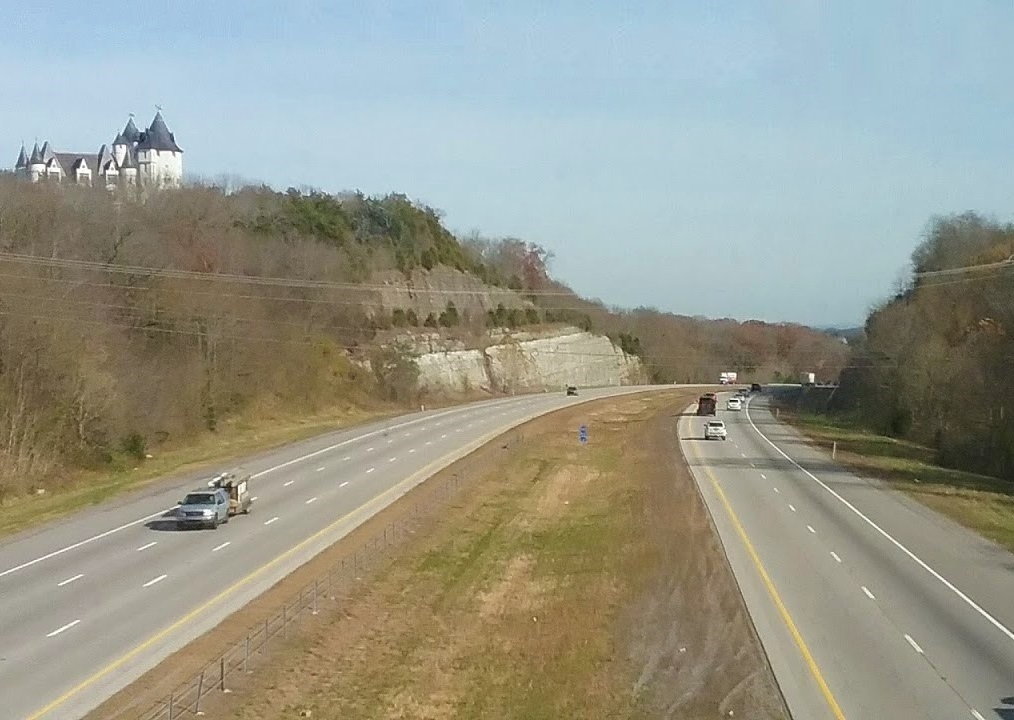
L'I-840 à partir de SR 96 près de la limite des comtés de Williamson–Rutherford.

Après cette jonction, l'I-840 reprend son parcours dans la région rurale avant de traverser la rivière Harpeth. Trois miles plus loin (4,8 km), l'I-840 arrive à un échangeur avec la US 31A et la US 41A près de la communauté de Triune. Un peu plus loin, elle rencontre la SR 96 au sommet d'une large colline et commence à descendre. L'autoroute entre dans le comté de Rutherford, entrant sur un terrain plus plat et dans une autre région suburbaine. Environ huit miles (13 km) plus loin, l'I-840 croise l'I-24 au nord-ouest de Murfreesboro. Le tracé bifurque vers le nord-est et croise la US 41 et la US 70S. L'autoroute traverse ensuite la rivière Stones et se dirige graduellement vers le nord. Elle croise la deuxième branche de la rivière Stones ainsi que la Fall Creek du Lac J. Percy Priest. Un peu plus loin, l'autoroute rencontre la SR 452 et entre dans le comté de Wilson. La route poursuit son trajet et atteint son terminus est à la jonction avec l'I-40, à l'ouest de Lebanon.

## Liste des sorties
| Interstate 840 |                     |                     |                     |                     |                                                                                 |                                                                                |
| Comté          | Municipalité        | mi                  | km                  | Sortie              | Intersections / Destinations                                                    | Notes                                                                          |
| Dickson        |                     | 0,00                | 0,00                | 1                   | I-40 – Nashville, Memphis, Dickson                                              | Indiqué sortie 1A (ouest) et 1B (est) en direction ouest; sortie 176 de l'I-40 |
| Hickman        | Pas d'intersections | Pas d'intersections | Pas d'intersections | Pas d'intersections | Pas d'intersections                                                             | Pas d'intersections                                                            |
| Williamson     |                     | 7,30                | 11,70               | 7                   | SR 100 (en) / SR 46 (en) – Fairview, Centerville                                |                                                                                |
| Williamson     |                     | 14,10               | 22,70               | 14                  | SR 46 (en) (Pinewood Road) – Leiper's Fork                                      |                                                                                |
| Williamson     | Burwood             | 22,90               | 36,90               | 23                  | SR 246 (en) (Carters Creek Pike)                                                |                                                                                |
| Williamson     | Thompson's Station  | 28,30               | 45,50               | 28                  | US 31 (Columbia Pike) – Columbia, Spring Hill, Franklin                         |                                                                                |
| Williamson     | Thompson's Station  | 30,30               | 48,80               | 30                  | US 431 (Lewisburg Pike) – Franklin, Lewisburg                                   |                                                                                |
| Williamson     | Thompson's Station  | 31,10               | 50,10               | 31                  | I-65 – Nashville, Franklin, Huntsville                                          | Indiqué sortie 31A (sud) et 31B (nord); sortie 59 de l'I-65                    |
| Williamson     | Peytonsville        | 34,90               | 56,20               | 34                  | Peytonsville–Trinity Road                                                       |                                                                                |
| Williamson     |                     | 37,10               | 59,70               | 37                  | Arno Road                                                                       |                                                                                |
| Williamson     | Triune              | 41,90               | 67,40               | 42                  | US 31A / US 41A (Horton Highway) – Shelbyville, Lewisburg, Nolensville          |                                                                                |
| Rutherford     | Almaville           | 46,90               | 75,50               | 47                  | SR 102 (en) (Almaville Road) – Smyrna                                           |                                                                                |
| Rutherford     | Blackman            | 50,80               | 81,80               | 50                  | Veterans Parkway – Blackman                                                     |                                                                                |
| Rutherford     | Murfreesboro        | 53,10               | 85,50               | 53                  | I-24 – Nashville, Chattanooga, Murfreesboro                                     | Indiqué sortie 53A (est) et 53B (ouest); sortie 74 de l'I-24                   |
| Rutherford     | Murfreesboro        | 55,10               | 88,70               | 55                  | US 41 / US 70S (NW Broad Street / New Nashville Highway) – Murfreesboro, Smyrna | Indiqué sortie 55A (sud / est) et 55B (nord / ouest)                           |
| Rutherford     |                     | 57,80               | 93,00               | 57                  | Sulphur Springs Road                                                            |                                                                                |
| Rutherford     |                     | 61,40               | 98,80               | 61                  | SR 266 (en) (West Jefferson Pike) – Smyrna                                      |                                                                                |
| Rutherford     |                     | 65,20               | 104,90              | 65                  | SR 452 (en) (Bill France Boulevard) – Nashville Superspeedway                   |                                                                                |
| Wilson         |                     | 67,20               | 108,10              | 67                  | Couchville Pike                                                                 |                                                                                |
| Wilson         | Gladeville          | 70,60               | 113,60              | 70                  | Stewarts Ferry Pike – Gladeville                                                |                                                                                |
| Wilson         |                     | 72,00               | 115,90              | 72                  | SR 265 (en) (Central Pike) vers SR 109 (en) nord                                | Indiqué sortie 72A (est) et 72B (ouest) en direction est                       |
| Wilson         | Lebanon             | 76,80               | 123,60              | 76                  | I-40 – Nashville, Knoxville, Lebanon                                            | Indiqué sortie 76A (est) et 76B (ouest); sortie 235 de l'I-40                  |
|                |                     |                     |                     |                     |                                                                                 |                                                                                |